# Pietrzykowice (województwo śląskie)
Pietrzykowice (niem. Petersdorf) – wieś w Polsce położona w województwie śląskim, w powiecie żywieckim, w gminie Łodygowice. Powierzchnia sołectwa wynosi 1091,3 ha, a liczba ludności 4525, co daje gęstość zaludnienia równą 414,6 os./km².

## Położenie
Wieś położona jest w Kotlinie Żywieckiej, na bezleśnych wyniesieniach pomiędzy dolinami potoków Żarnówka i Kalonka.
Na zachód od miejscowości biegnie droga ekspresowa S1.

## Części wsi
| SIMC    | Nazwa            | Rodzaj    |
| ------- | ---------------- | --------- |
| 0059832 | Brzezinka        | część wsi |
| 0059849 | Dział            | część wsi |
| 0059855 | Kalonka          | część wsi |
| 1003354 | Kąty             | część wsi |
| 0059861 | Na Żarnówce      | część wsi |
| 0059878 | Podkota          | część wsi |
| 0059884 | Puścina          | część wsi |
| 0059890 | W Czarnym Groniu | część wsi |
| 1003390 | Zadolne          | część wsi |
| 0059909 | Za Kalną         | część wsi |

## Historia
Pietrzykowice prawdopodobnie założone zostały przez cystersów z Rud k. Raciborza. Po raz pierwszy wzmiankowane zostały w łacińskim liście z 22 kwietnia 1364 jako Petrisvilla, który wymienia również dwie inne sąsiednie posiadłości cystersów, mianowicie Łodygowice (Ludovicivilla) i Wilkowice (Abbatisvilla). List ten był związany z zatargiem między cystersami a księciem oświęcimskim Janem Scholastykiem, w wyniku którego doszło do najazdu księcia na te miejscowości i ich złupienia. Miejscowość została siedzibą parafii, wzmiankowanej po raz pierwszy w 1373 jako Villa Petri. Wieś występowała w XV wieku również pod nazwą Petersdorf, co sugeruje że cystersi osadzili tu przybyszów niemieckojęzycznych, jeszcze przed końcem średniowiecza nazwa i mieszkańcy spolonizowały się. Nazwę miejscowości w zlatynizowanej staropolskiej formie Pyetrzykowycze wymienia w latach 1470–1480 Jan Długosz w księdze Liber beneficiorum dioecesis Cracoviensis.
Historycznie miejscowość jest częścią księstwa oświęcimskiego. W 1564 roku wraz z całym księstwem oświęcimskim i zatorskim leżała w granicach Korony Królestwa Polskiego, znajdowała się w województwie krakowskim w powiecie śląskim. Po unii lubelskiej w 1569 księstwo Oświęcimia i Zatora stało się częścią Rzeczypospolitej Obojga Narodów w granicach, której pozostawało do I rozbioru Polski w 1772. W 1595 roku wieś położona w powiecie śląskim była własnością kasztelana sądeckiego Krzysztofa Komorowskiego. Po rozbiorach Polski miejscowość znalazła się w zaborze austriackim i leżała w granicach Austrii, wchodząc w skład Królestwa Galicji i Lodomerii.
W 1882 we wsi powstała szkoła, początkowo dwuklasowa, następnie przekształcona w czteroklasową. Jej siedziba została przeniesiona w dwudziestoleciu międzywojennym do nowego budynku (mieszczącego współcześnie Przedszkole nr 1), a ostateczną jej lokalizacją został w 1962 nowo wybudowany gmach szkoły tysiąclecia. W 1999 uruchomiono w nim również gimnazjum, z którym szkoła podstawowa w 2008 utworzyła Zespół Szkół w Pietrzykowicach. Na skutek reformy systemu oświaty z 2017 gimnazjum zostało wygaszone, a w budynku z dotychczas działających tam oddziałów przedszkolnych powstało Przedszkole Publiczne nr 2, które wraz ze szkołą podstawową połączono w Zespół Szkolno-Przedszkolny w Pietrzykowicach.
W latach 1975–1998 miejscowość położona była w województwie bielskim.

## Religia
Na terenie wsi działalność duszpasterską prowadzi Kościół Rzymskokatolicki (parafia Najświętszego Serca Pana Jezusa).

## Galeria

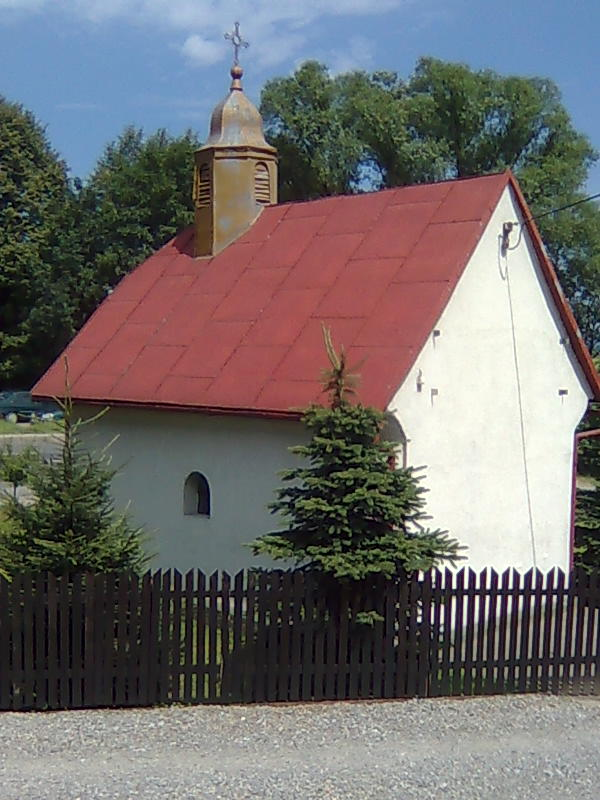
Kaplica przy ul. Żywieckiej z XIX wieku.
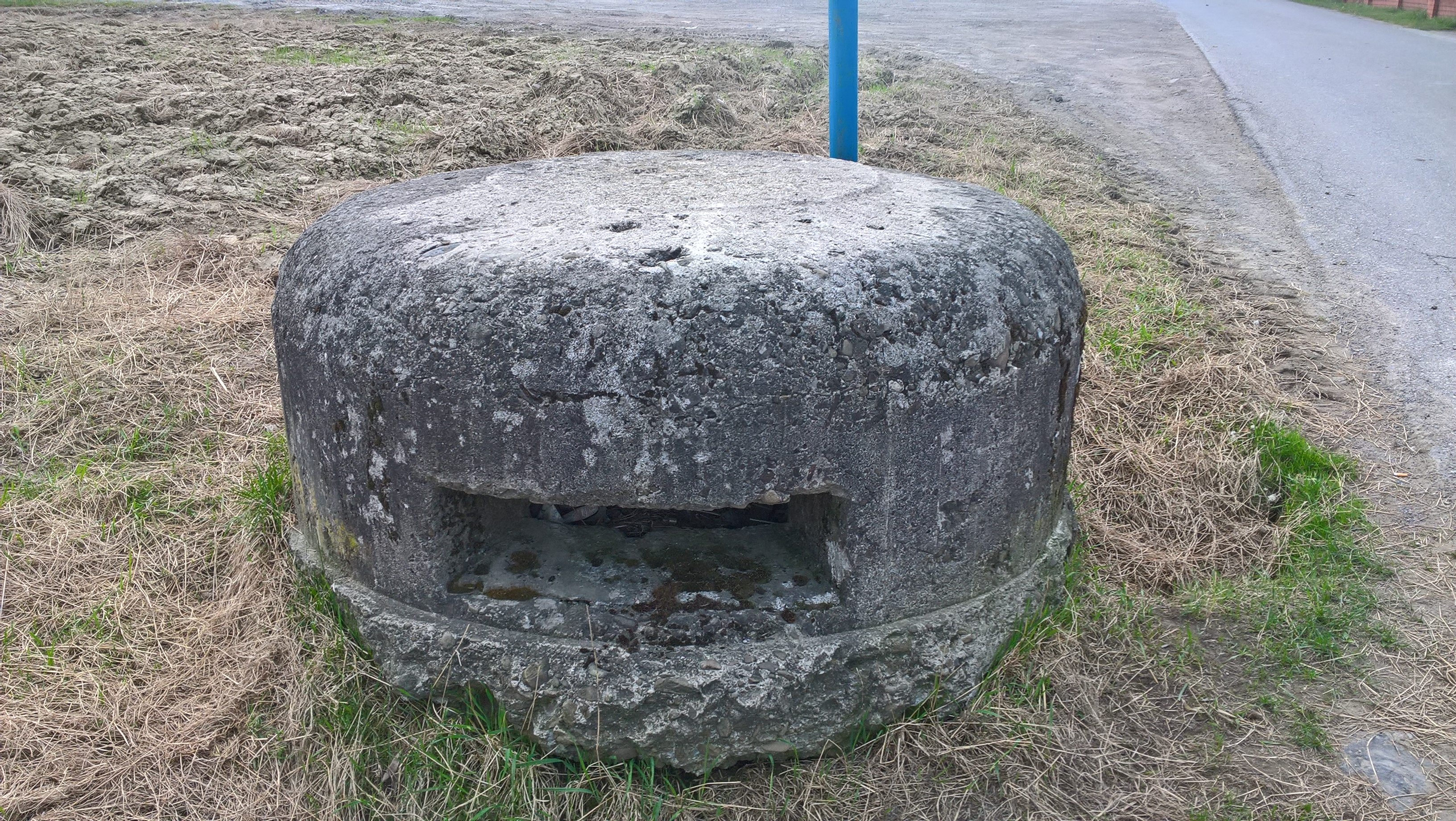
Pietrzykowice – Bunkier – Linia b2 z lat 1944–1945
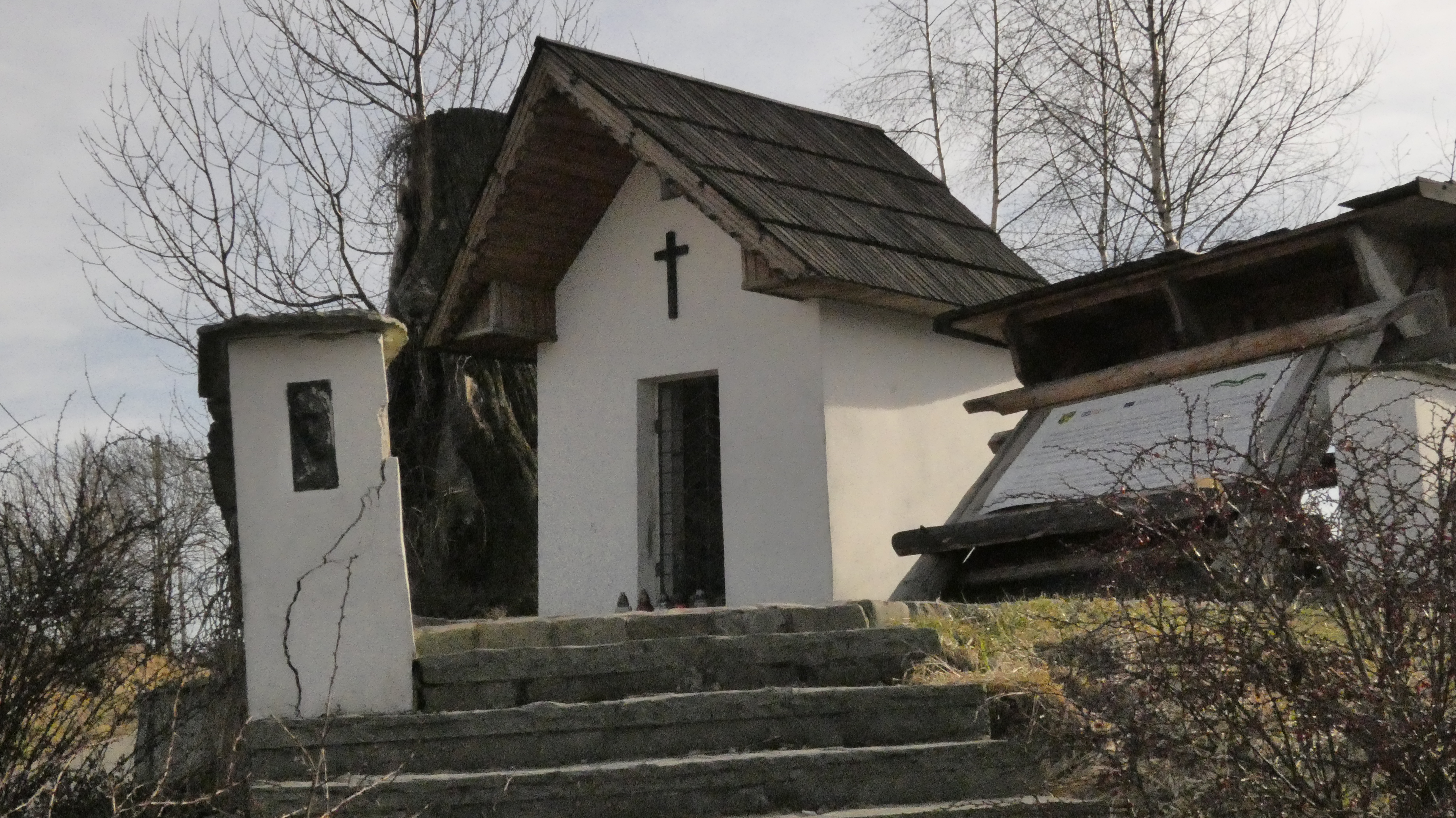
Kaplica na „Midorowym Polu” w Pietrzykowicach z 1848 roku
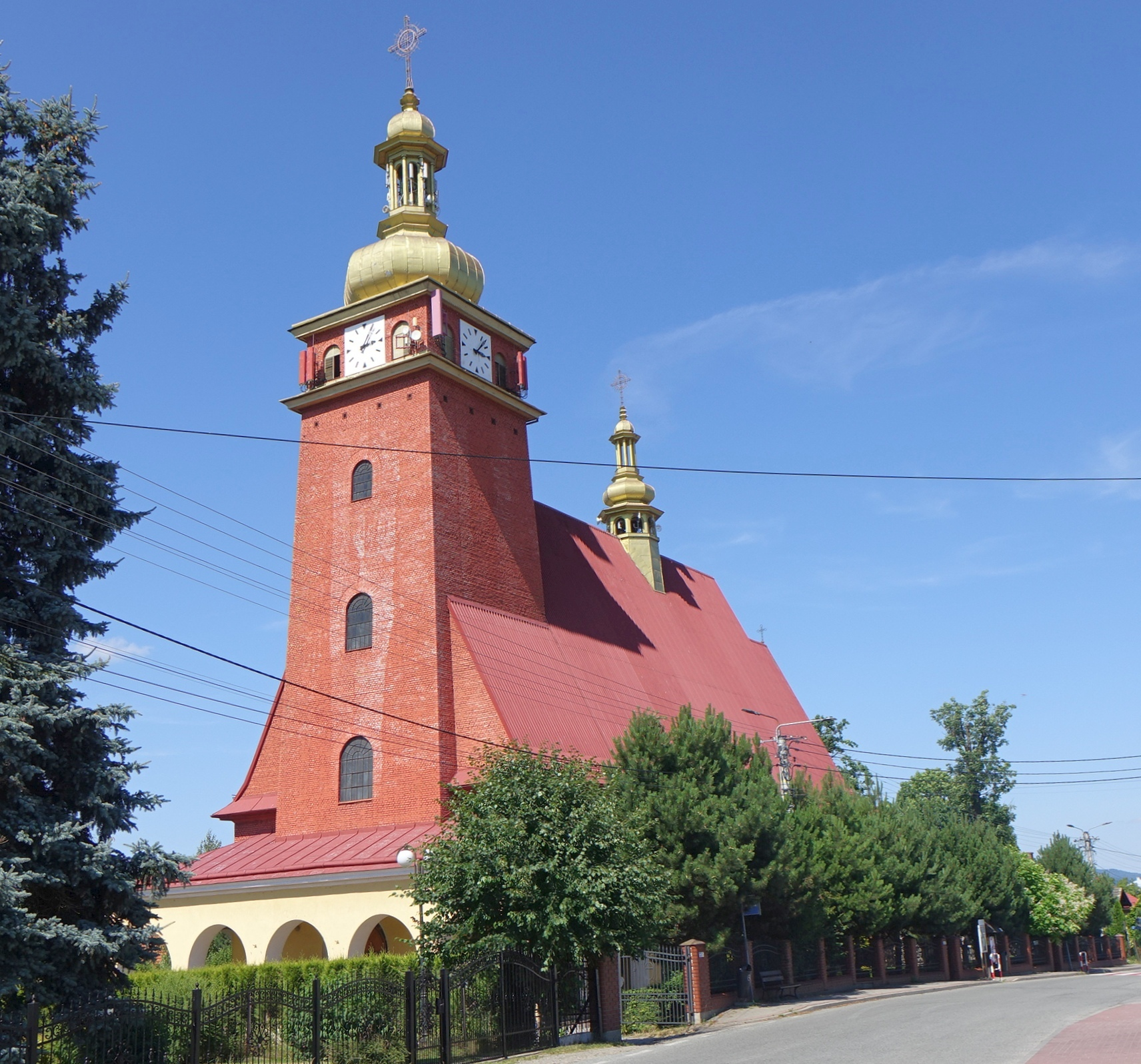
Kościół